# Sofia Open
Sofia Open – męski turniej tenisowy kategorii ATP Tour 250 zaliczany do cyklu ATP Tour, rozgrywany na twardych kortach w hali w bułgarskiej Sofii w latach 2016–2023.

## Mecze finałowe

### Gra pojedyncza mężczyzn
| Rok  | Zwycięzca             | Finalista        | Wynik               |
| 2023 | Adrian Mannarino      | Jack Draper      | 7:6(6), 2:6, 6:3    |
| 2022 | Marc-Andrea Hüsler    | Holger Rune      | 6:4, 7:6(8)         |
| 2021 | Jannik Sinner         | Gaël Monfils     | 6:3, 6:4            |
| 2020 | Jannik Sinner         | Vasek Pospisil   | 6:4, 3:6, 7:6(3)    |
| 2019 | Daniił Miedwiediew    | Márton Fucsovics | 6:4, 6:3            |
| 2018 | Mirza Bašić           | Marius Copil     | 7:6(6), 6:7(4), 6:4 |
| 2017 | Grigor Dimitrow       | David Goffin     | 7:5, 6:4            |
| 2016 | Roberto Bautista-Agut | Viktor Troicki   | 6:3, 6:4            |

### Gra podwójna mężczyzn
| Rok  | Zwycięzcy                            | Finaliści                            | Wynik             |
| 2023 | Gonzalo Escobar Ołeksandr Nedowiesow | Julian Cash Nikola Mektić            | 6:3, 3:6, 13–11   |
| 2022 | Rafael Matos David Vega Hernández    | Fabian Fallert Oscar Otte            | 3:6, 7:5, 10–8    |
| 2021 | Jonny O’Mara Ken Skupski             | Oliver Marach Philipp Oswald         | 6:3, 6:4          |
| 2020 | Jamie Murray Neal Skupski            | Jürgen Melzer Édouard Roger-Vasselin | walkower          |
| 2019 | Nikola Mektić Jürgen Melzer          | Hsieh Cheng-peng Christopher Rungkat | 6:2, 4:6, 10–2    |
| 2018 | Robin Haase Matwé Middelkoop         | Nikola Mektić Alexander Peya         | 5:7, 6:4, 10–4    |
| 2017 | Viktor Troicki Nenad Zimonjić        | Michaił Jełgin Andriej Kuzniecow     | 6:4, 6:4          |
| 2016 | Wesley Koolhof Matwé Middelkoop      | Philipp Oswald Adil Shamasdin        | 5:7, 7:6(9), 10–6 |